# Tajvan (vodní nádrž Lipno)
Tajvan nebo Tchaj-wan je největší ostrov na vodní nádrži Lipno. Nachází se přibližně 3 km na jihovýchod od obce Horní Planá v místě dřívějšího ostrohu, kde se do Vltavy vlévala Ostřice. Nejvyšší bod ostrova dosahuje nadmořské výšky 737 m. Ostrov je porostlý smíšeným lesem s převahou bříz a borovic. Na ostrově se vyskytuje vodní ptactvo a vzácná vodní fauna.

## Název
Podle jednoho výkladu ostrov získal název podle rybáře, který na něj jezdil chytat ryby. Jelikož měl šikmé oči, přezdívalo se mu Číňan, a proto pak lidé začali ostrovu říkat podle ostrovního státu Tchaj-wan.
Podle jiného výkladu název vymysleli kartografové plánující Lipenskou přehradu, protože očekávaný bezejmenný ostrov na mapách tvarem nápadně připomínal tvar ostrova.